# Богашёво (аэропорт)
Международный аэропорт Томск имени Николая Камова — аэропорт федерального значения города Томска. Расположен в посёлке Аэропорт Томского района, в 20 км от Южной площади города Томска, в 7 км от деревни Лоскутово и в 4,5 км от железнодорожной станции Богашёво. Обслуживает пассажиров из Томской области и близлежащих регионов.
Состоит в аэропортовом холдинге «Новапорт» и управляется ООО «Аэропорт ТОМСК». Аэродром называется «Томск (Богашёво)», относится к аэродромам класса «В».

## Предыстория
- 1911 год — первый полёт самолёта в Томске.
- В январе 1932 года через Томск совершён первый транзитный рейс (из Новосибирска в Колпашево). С этого времени через Томск начались регулярные авиационные перевозки из Новосибирска в Нарым и Колпашево. В основном это были почтовые самолёты По-2, а также пассажирские П-5, К-9, АИГ-3 (Юнкерс).
- В 1945 году запущен в эксплуатацию аэропорт на Каштаке.

Самолёт авиакомпании Уральские авиалинии перед терминалом

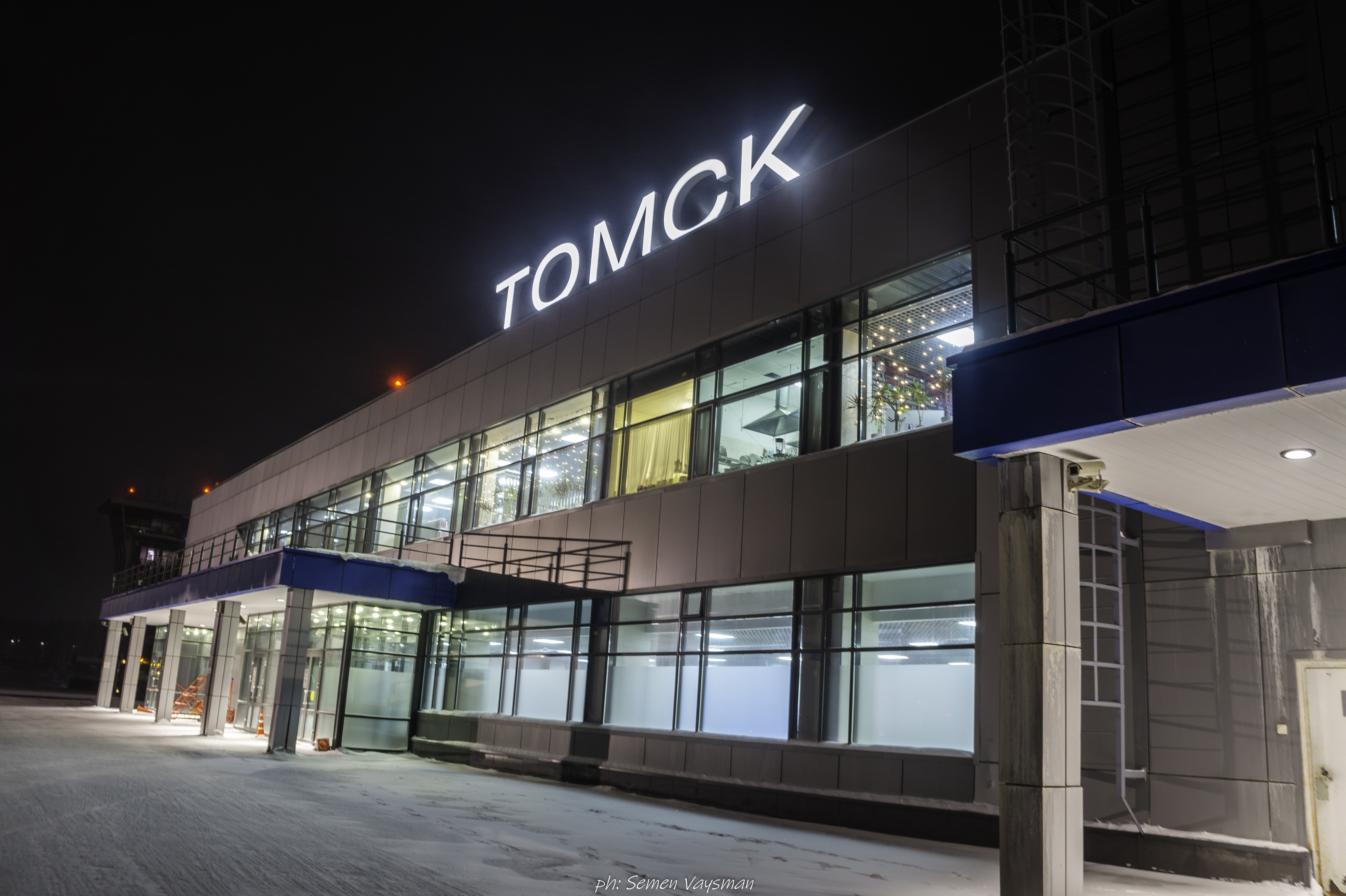
Терминал в 2020 году

## История
- 1967 год — открытие нового аэропорта в Богашёве.
- 6 ноября 1967 года выполнен технический рейс на самолёте Ил-18 по маршруту Новосибирск (Толмачёво) — Томск — Москва.
- 1970-е годы — в связи с массовым освоением нефтяных месторождений на севере Томской области, начаты грузовые перевозки на Ан-26 в Стрежевой.
- Июнь 1972 года — на маршрутах Томск — Колпашево, Томск — Стрежевой самолёты Ан-2 были заменены современными комфортабельными самолётами Ан-24.
- 1975 год — на маршрутах Томск — Колпашево, Томск — Стрежевой самолёты Ан-24 были заменены самолётами Як-40.
- 1976 год — томский авиаотряд получил собственные самолёты Ан-26.
- 1977 год — после реконструкции ВПП (удлинение на 500 метров и усиление дополнительным покрытием) аэропорт стал принимать самолёты Ту-154 и Ту-134.
- В 1978 году томский аэропорт впервые отправил в рейс до Москвы собственный самолёт Ту-154[10].
- В 1980-х годах аэропорт Томска был связан авиарейсами со многими городами и населёнными пунктами СССР — общим числом 153[источник не указан 2116 дней].
- В 1990-х годах, как и во всех аэропортах России, объёмы перевозок и число авиарейсов в томском аэропорту многократно снизились.
- В 2004 году, к празднованию 400-летия Томска, проведены работы по реконструкции здания аэровокзала и привокзальной площади.
- Осенью 2006 года выполнено эскизное проектирование (обоснование инвестиций) новой автомобильной дороги, соединяющей томский аэропорт с технико-внедренческой зоной в Академгородке. Само проектирование так и не было начато.
- 2010 год:
  - Выпущено распоряжение Правительства РФ об открытии в томском Аэропорту воздушного грузо-пассажирского пункта пропуска через государственную границу РФ. Присвоен международный статус на срок действия особой экономической зоны;[11][12].
  - Пройдена процедура сертификации по стандарту ISO 9001:2008;[13].
  - В декабре авиакомпания «Газпромавиа» выполнила пробный международный рейс в Париж.[14].
- 2011 год:
  - Пройдена процедура сертификации по стандартам ICAO;
  - В июле начаты работы по реконструкции аэровокзального комплекса с последующим открытием в нём пункта пропуска через государственную границу РФ[15].
- 2012 год:
  - Директором аэропорта назначен Виктор Шендель.[16].
- 2013 год:
  - 16 мая вылетел первый международный рейс в Анталью (Турция);[17].
  - 04 июня вылетел первый рейс в Барселону (Испания);
  - 18 октября состоялся вылет первого рейса в Хургаду (Египет);
  - 19 октября состоялся вылет первого рейса в Нячанг (Вьетнам);
  - 25 октября состоялся вылет первого рейса на Пхукет (Таиланд).

2014 год:
- Директором аэропорта назначен Роман Фроленко;
- 15 мая состоялся вылет первого рейса в Ираклион (остров Крит, Греция);
- 30 мая состоялся вылет первого рейса в Ларнаку (Кипр);
- 03 июня состоялся вылет первого рейса в Астану (Казахстан);
- 06 июня состоялся вылет первого рейса на остров Родос (Греция);
- 17 июня состоялся вылет первого рейса в Бургас (Болгария).

2017 год:
- 19 декабря аэропорт ТОМСК обслужил 600 000 пассажиров с начала 2017 года.

2018 год:
- В рёзультате голосования по вопросу присвоения аэропортам страны имён выдающихся деятелей в рамках проекта «Великие имена России», для томского аэропорта выбрано имя авиаконструктора Николая Камова[18].

2019 год:
- 31 мая президент России Владимир Путин своим указом официально закрепил имя Николая Камова за аэропортом[4].
- в августе Администрации гражданских аэропортов (аэродромов) провела аукцион по определению подрядчика для реконструкции взлетно-посадочной полосы томского аэропорта. Как следует из документации к аукциону, финансирование будет разделено на четыре года. В первый год предстоит приступить к разработке рабочей документации, выносу сетей связи и электроснабжения, а также приступить к самому ремонту ВПП, который продлится до сентября 2022 года. Основные работы начнутся в 2020 году и продлятся на протяжении двух лет. Речь идет об устройстве водосточно-дренажной сети, ограждения контролируемой зоны аэропорта, системы светосигнального оборудования, очистных сооружений и других объектов[19]

2021 год:
- ООО «Новолекс» начал строительство нового терминала по заказу холдинг «Новапорт»[20].

2023 год:
- 15 июня 2023 года завершили реконструкцию взлётно-посадочной полосы, являвшейся первым этапом реконструкции аэропорта. Работы произведены за счёт федерального финансирования. Общие расходы составили 2,8 миллиарда рублей[20].

2024 год:
- 29 августа 2024 года был открыт новый терминал внутренних воздушных линий. Терминал имеет общую площадь 6,8 тысячи квадратных метров, оборудован 2 телескопическими трапами, имеет пиковую часовую пропускную способность 400 пассажиров в час и рассчитан на годовой объем пассажирских перевозок 1 млн пассажиров в год. Общий объем финансирования составил 3,5 млрд рублей.[21]

## Технические характеристики

Схема аэропорта (2010)

Аэропорт «Богашёво» располагает одной искусственной взлётно-посадочной полосой со смешанным покрытием (нижний слой — монолитный цементобетон, верхний слой — асфальтобетон), имеющей перепад высот около 14 метров. Суммарная пропускная способность пассажирского терминала составляет 600 пассажиров в час. Грузовой отсек оснащён тёплыми и холодными складами, эстакадой открытого типа, оборудованием по наземной обработке грузов, механическими и пневматическими тележками, механическими весами.
В состав аэропорта также входят: гостиница, служба авиационного сервиса (цех бортового питания), ремонтная база и медицинская служба (здравпункт). Для VIP-пассажиров предоставляются: комфортная зона c баром, комната для переговоров, отдельная парковка (на время ожидания рейса), доставка на борт ВС на микроавтобусе, приоритет в выборе места в салоне ВС, комната для курения, Wi-Fi.

### Принимаемые воздушные суда
- самолёты: Cessna 208, Ан-2, Ан-3, Ан-12, Ан-24, Ан-26, Ан-74, Ан-140, Ан-148 (100), Боинг-737 (300, 400, 500, 700, 800), Боинг-757 (200), Боинг-767 (200, 300), Ил-76, Л-410, Ту-134, Ту-154, Ту-154М, Ту-154Б, Ту-204, Ту-214, Як-18, Як-40, Як-42, Airbus A319, Airbus A320, Airbus A321, ATR 42, ATR 72, BAe-125 (700), Bombardier CRJ (100, 200), Challenger, Falcon, Glex, Gulfstream, HS-125 (700), Saab 340, Saab 2000, Sukhoi Superjet 100 и их модификации. Воздушные суда III и IV кл[24][25].
- вертолёты: всех типов, в частности Ми-2, Ми-8, Ми-171[24].

| Характеристика взлётно-посадочной полосы | Характеристика взлётно-посадочной полосы          |
| ---------------------------------------- | ------------------------------------------------- |
| Размер                                   | 2500 х 50 м                                       |
| Покрытие                                 | цементобетон — 22-30 см, асфальтобетон — 24-34 см |
| PCN                                      | 67/R/B/Х/Т (смешанное)                            |
| Магнитный курс посадки                   | 25°/205°                                          |
| Свето-сигнальное оборудование            | ОВИ-1 с МК = 205, ОМИ с МК = 025                  |

| Пропускная способность аэровокзального комплекса | Пропускная способность аэровокзального комплекса            |
| ------------------------------------------------ | ----------------------------------------------------------- |
| Суточная ёмкость                                 | 600 пасс./час                                               |
| ИВПП                                             | В час — 18 ВС В сутки — 235 ВС (с учётом регламента работы) |
| Грузовой склад                                   | 5 тонн/час                                                  |

## Маршрутная сеть
В 2013 году, после того, как аэропорт стал международным планировался запуск новых рейсов в Таиланд, Болгарию, Китай, Германию, а также Казахстан и Кыргызстан.
В 2014-2015 годах была реализована чартерная программа в Таиланд (Бангкок, Пхукет) на рейсах авиакомпании Nordwind Airlines, кроме того были запущены туры во Вьетнам (Нячанг, Камрань), полёты выполняла авиакомпания ЮТэйр, а также в Египет (Хургада, Шарм-эль-Шейх, авиакомпании Трансаэро и Икар соответственно).
В 2021 году аэропорт обслуживал 11 российских авиакомпаний, а его маршрутная сеть включала 25 направлений, в том числе 2 международных.

## Транспортное сообщение
В аэропорту имеется платная охраняемая стоянка (при въезде) и специальная VIP-парковка (возле левого крыла).
У аэровокзала оборудован остановочный комплекс для городского общественного транспорта.
| 119 | Аэропорт — площадь Ленина            |
| 118 | Карандашная фабрика — с. Межениновка |

## Показатели деятельности
|                               | 2007      | 2008      | 2009      | 2010      | 2011      | 2012      | 2013     | 2014      | 2015      | 2016      | 2017      | 2018      | 2019      | 2020     | 2021     |
| ----------------------------- | --------- | --------- | --------- | --------- | --------- | --------- | -------- | --------- | --------- | --------- | --------- | --------- | --------- | -------- | -------- |
| Обслужено пассажиров (чел.)   | ▲ 294 000 | ▼ 255 000 | ▼ 254 814 | ▲ 337 112 | ▲ 386 501 | ▲ 426 328 | ▲470 000 | ▲ 537 253 | ▼ 510 974 | ▲ 553 470 | ▲ 628 932 | ▲ 629 470 | ▲ 759 174 | ▼348 431 | ▲494 346 |
| Обработано грузов и почты (т) | ▲ 2114    | ▼ 2083    | ▼ 1367    | ▲ 1575    | ▲ 2135    | ▲ 2316    |          | ▲ 2357    | ▼ 2012    | ▲ 2105    | ▲ 2315    | ▼ 2 194   | ▲ 2 316   | ▼ 1 772  | ▲ 1 868  |

## Планы развития

### Международный сектор

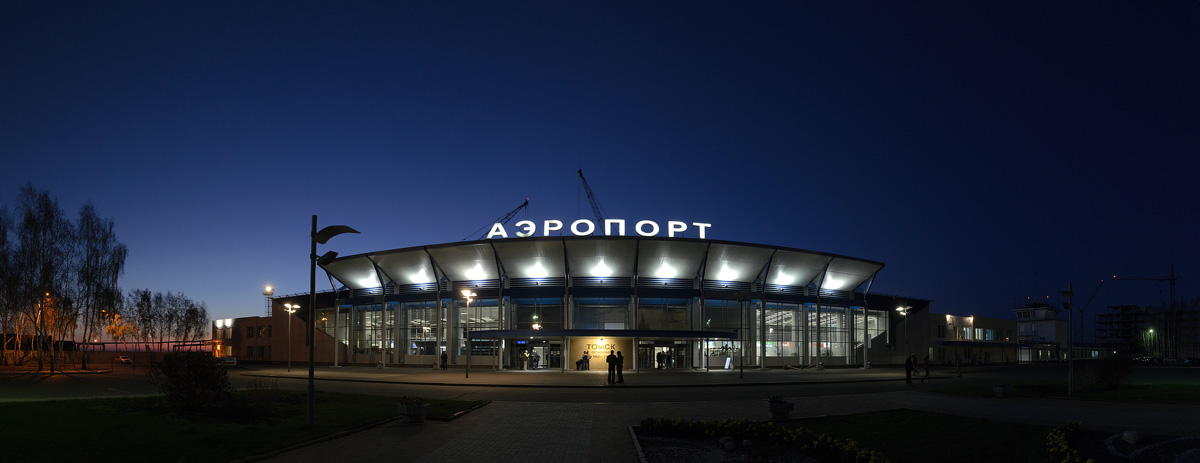
Территория аэровокзального комплекса «Богашёво» в период реконструкции

Разговоры о придании аэропорту международного статуса вместе с открытием специального сектора на официальном уровне начались в начале 2000-х годов, в рамках программы подготовки к празднованию 400-летия Томска. Однако, к 2004 году осуществить планы так и не удалось.
В августе 2007 года губернатор Томской области Виктор Кресс договорился с министром транспорта РФ Игорем Левитиным о передаче аэропорта в собственность администрации области и о том, что Правительство РФ примет постановление о придании международного статуса Богашёву до конца 2007 года. Постановление было подписано лишь в апреле 2010 года.

Модель развития аэропорта «Богашёво»

В марте 2011 года был представлен проект реконструкции аэровокзального комплекса, выполненный красноярским институтом «Сибаэропроект» совместно с архитектурно-планировочным бюро «Стиль». Проектом предусматривалось строительство пункта пропуска через границу с одновременным расширением площади пассажирского терминала, строительство бизнес-терминала, административно-офисного здания, усиление взлётно-посадочной полосы, увеличение мест для стоянок первого класса. По периметру намечено сделать ограждения, разбить сквер. Для людей с ограниченными возможностями запланировано строительство помостов и отдельных лифтов.
Благодаря перестройке аэровокзального комплекса возрастёт пропускная способность, изменится уровень обслуживания клиентов, сократится время ожидания регистрации. Новые возможности позволят начать работу по международным направлениям, что обеспечит участие Томской области в федерально-целевой программе развития международного туризма. Увеличение пассажиропотока повлечёт за собой увеличение количества рабочих мест, доходов и налоговых отчислений. В плане компании развитие малой и бизнес-авиации, а после 2015 — грузоперевозок, продолжится работа по развитию гостиничного направления, кейтеринга.
С июля 2011 года ведутся работы по реконструкции пассажирского терминала. Согласно первоначальным планам, с ноября 2012 года компанией Hamburg Airways должны были осуществляться регулярные полёты Лейпциг — Томск, однако затем открытие международного пункта пропуска было решено перенести на конец первого квартала 2013 года, а полёты выполнять по маршруту Франкфурт-на-Майне — Томск. Также запланировано выполнение рейсов в Казахстан и Китай, чартеры в Египет, Таиланд, Турцию.

## В искусстве
- Богашёво является одним из аэропортов, где запрашивает возможность аварийной посадки экипаж попавшего в нештатную ситуацию самолёта в фильме «Размах крыльев».